# Рассел, Джон Конрад, 4-й граф Рассел
Джон Конрад Рассел, 4-й граф Рассел (англ. John Russell, 4th Earl Russell; 16 ноября 1921 — 16 декабря 1987) — британский пэр, страдавший шизофренией. Он носил титул учтивости — виконт Амберли с 1931 по 1970 год.

## Происхождение
Родился 16 ноября 1921 года. Единственный сын сын философа и математика Бертрана Рассела, 3-го графа Рассела (1872—1970), и его второй жены Доры Блэк (1894—1986). Его второе имя было данью уважения писателю Джозефу Конраду, которым долгое время восхищался его отец . Он был правнуком британского премьер-министра от партии вигов XIX века лорда Джона Рассела. Он унаследовал графство после смерти своего отца 2 февраля 1970 года.

## Образование
Джон Рассел получил образование в прогрессивной школе Дартингтон-Холл, Калифорнийском университете в Лос-Анджелесе и Гарвардском университете. Покинув Гарвард в 1943 году, он вернулся в Великобританию и записался в Королевский военно-морской резерв. В резерве он выучил японский язык.

## Карьера
Джон Конрад Рассел сделал блестящую карьеру в начале своей карьеры, работая в ФАО и других организациях, но в более позднем возрасте ему поставили диагноз шизофрения. Это сделало его единственным человеком в Соединенном Королевстве, которому было отказано в голосовании по двум причинам: во-первых, из-за того, что он был пэром, а во-вторых, из-за безумия. Он произнес речь в Палате лордов 18 июля 1978 года, которую сочли настолько диковинной, что по сей день [расплывчато] утверждалось, что это единственная речь, не записанная Хансардом, хотя она включена в онлайн-версию, но в ней отсутствует последний раздел, который он написал, но не смог прочитать вслух после того, как его прервали.

## Личная жизнь
Он был женат с 28 августа 1946 года на Сьюзен Донифан Линдсей, дочери поэта Вейчела Линдсей. Они развелись в 1955 году. У них было три дочери:
- Леди Фелисити Энн Рассел (род. 2 сентября 1945), была удочерена. Дочь Уильяма Барлетта и Сьюзен Донифан Линдсей.
- Леди Сара Элизабет Рассел (род. 16 января 1946)
- Леди Люси Кэтрин Рассел (21 июля 1948 — 11 апреля 1975).

Ни Сара, ни Люси не вышли замуж и не родили детей. У Фелисити была дочь Роуэн. Как и их отец и мать, три дочери страдали психическими заболеваниями. Люси, которая была любимой внучкой Бертрана Рассела, умерла от самосожжения в возрасте 26 лет во дворе церкви недалеко от Пензанса, якобы протестуя за мир во всем мире. Как и у её отца, у Люси диагностировали шизофрению.
На посту графа Рассела сменил его сводный брат, историк Конрад Рассел, 5-й граф Рассел.